# Absyrtides
Les Absyrtides sont un archipel de la mer Adriatique sous souveraineté successivement romaine (jusqu'au Ve siècle), byzantine (jusqu'au XIe siècle), vénitienne (jusqu'au XVIIIe siècle), française (à l'époque napoléonienne), autrichienne et austro-hongroise (jusqu'en 1918), italienne (jusqu'en 1945), yougoslave (jusqu'en 1991) et croate depuis 1991. Regroupant notamment Cres et Lošinj, elles pourraient tirer leur nom du grec ancien ψυρτος psyrtos - « bruissantes » remontant à la colonisation syracusaine en Adriatique mais dans la mythologie grecque, certaines versions de la légende des Argonautes situent le démembrement du cadavre d'Absyrte dans ces îles qui perpétuent ainsi sa mémoire.